# Vrchotovy Janovice
Vrchotovy Janovice település Csehországban, a Benešovi járásban. Vrchotovy Janovice Vojkov, Olbramovice, Křečovice, Bystřice, Maršovice, Prosenická Lhota és Votice településekkel határos. Lakosainak száma 1050 fő (2024. január 1.).

## Népesség
A település lakosságának változását az alábbi diagram mutatja:
| Lakosok száma | 1774 | 1903 | 1629 | 1057 | 883  | 840  | 1012 | 1027 | 1006 | 1050 |
|               | 1869 | 1890 | 1921 | 1950 | 1980 | 2001 | 2017 | 2019 | 2022 | 2024 |